# Trichosirius cavatocarinatus
Trichosirius cavatocarinatus là một loài ốc biển, là động vật thân mềm chân bụng sống ở biển trong họ Capulidae.